# Tooting Bec
Tooting Bec – stacja metra londyńskiego położona w dzielnicy Wandsworth.
Została otwarta w 1926. Projektantem stacji był Charles Holden. Zatrzymują się na niej pociągi Northern Line. Ze stacji korzysta ok. 7,1 mln pasażerów rocznie. Należy do trzeciej strefy biletowej.

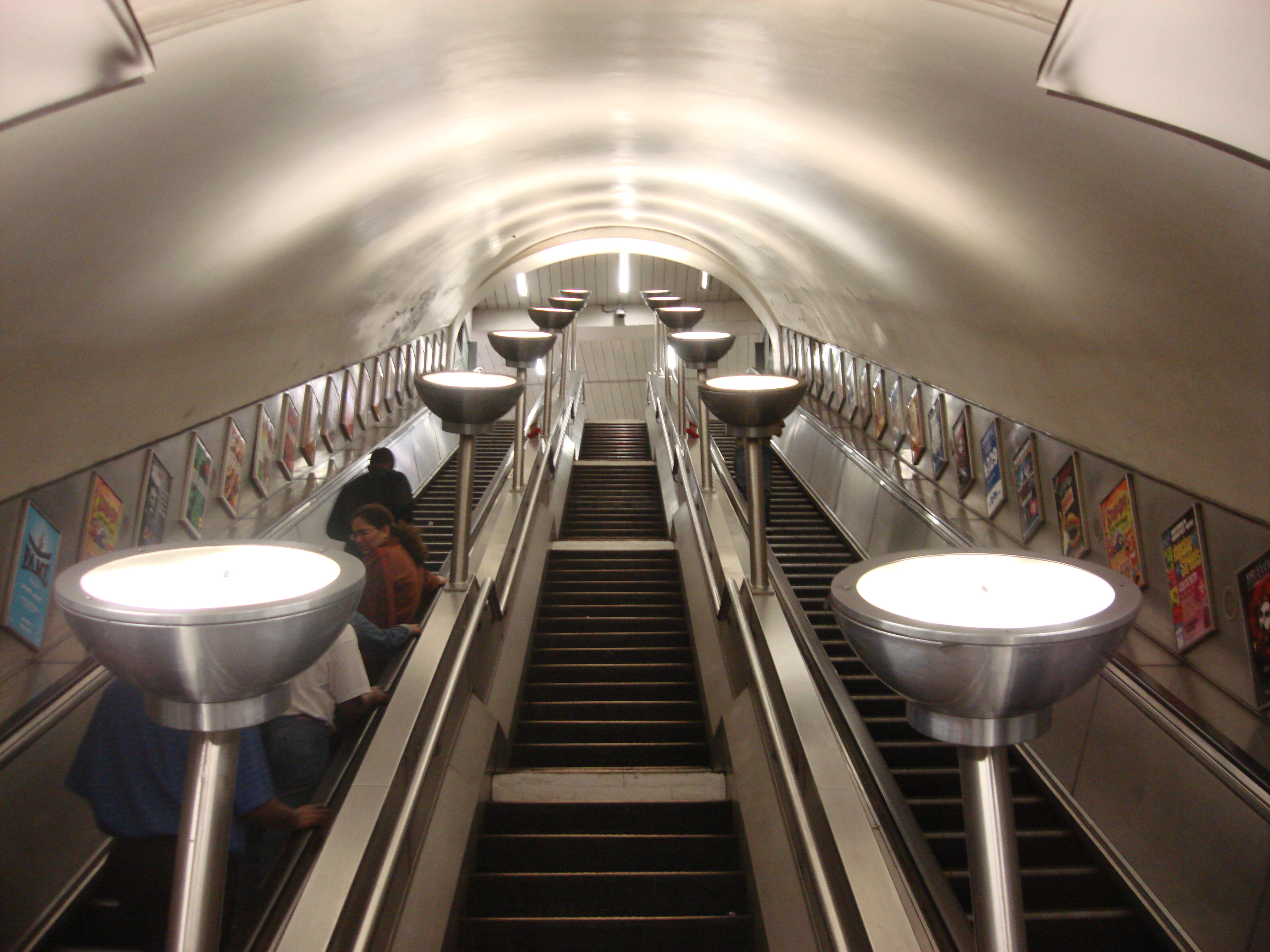
Schody ruchome na stacji